# Quand quatre font la même chose
Pour plus de détails, voir Fiche technique et Distribution.
Quand quatre font la même chose (Wenn vier dasselbe tun) est un film allemand réalisé par Ernst Lubitsch, sorti en 1917.

## Synopsis
Seegstoff fait revenir sa fille du pensionnat et se réjouit de l'avoir avec lui pour sa retraite. Mais la jeune fille tombe amoureuse de Tobias. Dans le même temps, Seegstoff tombe lui aussi amoureux de Mme Lange, la libraire.

## Fiche technique
- Titre original : Wenn vier dasselbe tun
- Titre français : Quand quatre font la même chose
- Titre anglais : When Four Do the Same
- Réalisation : Ernst Lubitsch
- Scénario : Ernst Lubitsch et Erich Schönfelder
- Décors : Kurt Richter
- Production : Paul Davidson
- Société de production : Projektions-AG Union
- Pays d'origine :  Empire allemand
- Langue originale : allemand
- Format : Noir et blanc  — 35 mm — 1,37:1 — Film muet
- Genre : Comédie
- Durée : 40 minutes
- Dates de sortie : 
  - Autriche Hongrie : 17 septembre 1917
  - Empire allemand : 16 novembre 1917

## Distribution
- Emil Jannings : 	Seegstoff
- Ossi Oswalda : sa fille
- Margarete Kupfer : Mme Lange
- Fritz Schulz : Tobias Schmalzstich
- Victor Janson : le professeur de danse
- Ernst Lubitsch